# Gilgenberg (Gemeinde Waldkirchen an der Thaya)
Gilgenberg ist eine Ortschaft und eine Katastralgemeinde der Marktgemeinde Waldkirchen an der Thaya im Bezirk Waidhofen an der Thaya im niederösterreichischen Waldviertel.

## Geografie
Das Dorf nördlich von Waldkirchen liegt am Feinitzbach und kann über die Landesstraße L8156 erreicht werden. Am 1. April 2020 umfasste die Ortschaft 31 Adressen.

## Geschichte
Vermutlich schon im 13. Jahrhundert bestand an der Stelle der Ägidiuskapelle in Gilgenberg eine Burg, deren Name aber nicht überliefert ist. Im 14. Jahrhundert benannte sich Niclas Pillung erstmals mit dem Prädikat „von Gilgenberg“. Der Burghügel, der 1250/1260 als mons Egidii bezeichnet wird, kann als „Giligen“ oder „Gilgen“ übersetzt werden.
Ab dem 14. Jahrhundert sind die Besitzer der Burg bekannt und um 1575 wird sie als öde veste Gillingberg bezeichnet. Freiherr Jakob von Mollart ließ im späten 16. Jahrhundert unterhalb der Ruine ein Schloss errichten und auf dem Burgfelsen wurde die mit 1657 datierte Ägidiuskapelle errichtet.
Im Jahr 1822 wurde der Ort als Dorf mit 20 Häusern genannt, das nach Waldkirchen eingepfarrt war, wohin auch die Kinder eingeschult wurden. Die Herrschaft Gilgenberg besaß die Ortsobrigkeit, besorgte die Konskription und hatte die Grundherrschaft inne. Die Landgerichtsbarkeit wurde von der Herrschaft Drosendorf ausgeübt. Laut Adressbuch von Österreich waren im Jahr 1938 in der Ortsgemeinde Gilgenberg zwei Gastwirte, eine Schneiderin, ein Schuster, zwei Tischler, ein Wagner und einige Landwirte ansässig, darunter auch die Willheim'sche Gutsverwaltung, die hier eine Spiritusbrennerei und eine Stärkefabrik betrieb.

## Sehenswertes
- Schloss Gilgenberg, Denkmalschutz (Listeneintrag)
- Ägidiuskapelle, Denkmalschutz (Listeneintrag)